# Admir Bajrovic
Admir Bajrovic (* 6. August 1995 in Alvesta) ist ein schwedisch-bosnischer Fußballspieler.

## Karriere

### Verein
Bajrovic begann seine Karriere beim IFK Trollhättan. Zur Saison 2012/13 wechselte er in die Niederlande zum NEC Nijmegen. Bei Nijmegen kam er zunächst für die Jugend sowie in der Reservemannschaft zum Einsatz. Sein Debüt für die Profis in der Eerste Divisie gab er im Januar 2015, als er am 20. Spieltag der Saison 2014/15 gegen den FC Eindhoven in der 63. Minute für Tom Daemen eingewechselt wurde. Dies blieb allerdings zugleich sein letzter Zweitligaeinsatz für Nijmegen, denn noch im selben Monat kehrte er nach Schweden zurück und schloss sich dem Zweitligisten Ljungskile SK an. Nach 13 Einsätzen für Ljungskile in der Superettan wurde er im August 2015 nach Norwegen an den Zweitligisten Follo Fotball verliehen. Für Follo absolvierte er sechs Spiele in der 1. Division. Nach dem Ende der Leihe kehrte er zur Saison 2016 nach Ljungskile zurück. In jener Spielzeit kam er zu 20 Einsätzen in der Superettan, in denen er sechs Tore erzielte. Am Saisonende stieg er mit seinem Verein allerdings aus der zweiten Liga ab. Daraufhin wechselte Bajrovic zur Saison 2017 zum Zweitligisten Östers IF. In seiner ersten Saison kam er zu 22 Zweitligaeinsätzen, in denen er sieben Tore machte. Nach weiteren elf Einsätzen wechselte er im August 2018 zum Ligakonkurrenten Gefle IF. Für Gefle kam er bis Saisonende zu 15 Einsätzen, in denen er sechs Tore erzielte. Der Verein stieg am Saisonende allerdings aus der Superettan ab. Daraufhin wechselte er im Januar 2019 nach Griechenland zum Erstligisten Panetolikos. Für Panetolikos machte er bis zum Ende der Saison 2018/19 15 Spiele in der Super League, in denen er fünf Tore erzielte. In der Saison 2019/20 kam er zu fünf Toren in 24 Einsätzen. Zur Saison 2020/21 wechselte Bajrovic nach Rumänien zum Sepsi OSK Sfântu Gheorghe. Mit dem Verein aus Sfântu Gheorghe spielte er 13-mal in der ersten Liga, der Liga 1. Die Saison 2021/22 stand er in Griechenland beim Zweitligisten Chania FC unter Vertrag. Für den Verein stand er 29-mal auf dem Rasen und erzielte dabei 17 Tore. Im Juli 2022 zog es ihn nach Thailand, wo er einen Vertrag beim Erstligisten Sukhothai FC unterschrieb. Dort kam Bajrovic allerdings nur zu sechs Ligapartien. Nach der Hinrunde wurde sein Vertrag nicht verlängert. Im Januar 2023 ging er wieder nach Europa, wo er sich in Griechenland dem Zweitligisten FC Panserraikos anschloss. Weitere Stationen waren APO Levadiakos und KF Tirana.

### Nationalmannschaft
Von 2012 bis 2013 absolvierte der Stürmer insgesamt acht Partien für diverse schwedische Jugendnationalmannschaften und erzielte dabei zwei Treffer.